# Бисвас, Сима
Сима Бисвас (род. 14 января 1965, Налбари, Ассам) — индийская актриса

, которая снимается в фильмах на языке хинди и играет в театре.

## Биография
Сима Бисвас родилась 14 января 1965 года в небольшом городке Налбари в штате Ассам.
Она получила известность после того, как в 1994 году сыграла роль Пхулан Деви в фильме Шекхара Капура «Королева бандитов», за которую она выиграла Filmfare Award за лучшую дебютную женскую роль.

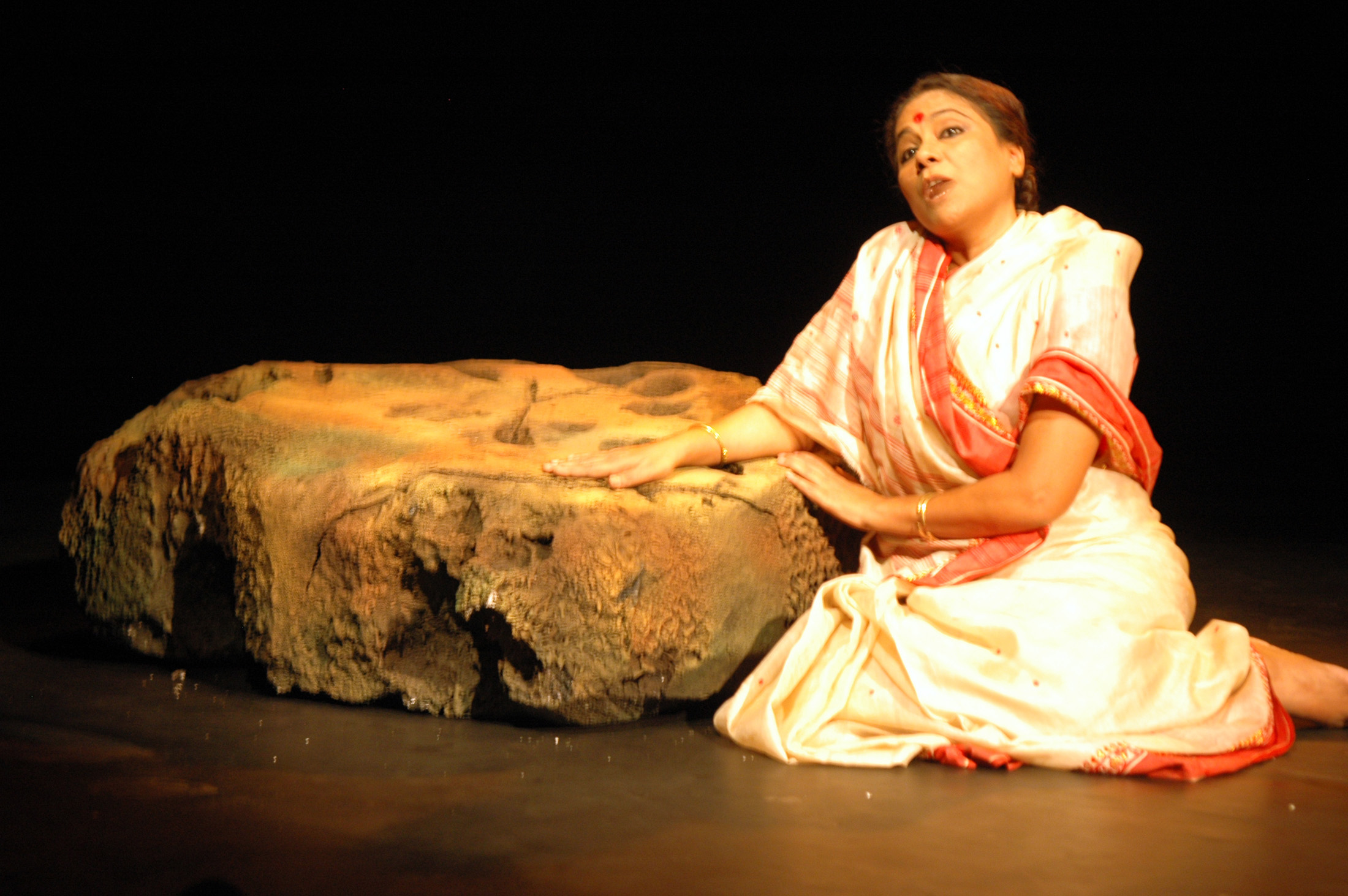
Сима Бисвас в театре

За болливудский фильм 1996 года «Мир музыки», ставший режиссёрским дебютом Санджая Лилы Бхансали, она получила премию Screen Award за лучшую женскую роль второго плана.
В 2000 году она выиграла премию Академии Сангит Натак, а в 2006 — премию «Джини» за роль Шакунталы в фильме Дипы Мехты «Вода» (2005).
Среди других её популярных фильмов называют «Призрак» (2003), «Помолвка» (2006) и «Подруга наполовину» (2017).
Помимо фильмов, Сима Бисвас появлялась во многих телевизионных шоу и на театральных постановках.